# Пилюгинка
Пилю́гинка — упразднённая деревня в Фатежском районе Курской области. С 1965 года является частью деревни Нижние Халчи.

## География
В настоящее время Пилюгинка является южной частью деревни Нижние Халчи. Расположена на левом берегу речки Холчи. Состоит из одной улицы, протянувшейся с севера на юг.

## Этимология
Название произошло от фамилии первозаимщиков — однодворцев Пилюгиных.

## История
Возникла как обособившаяся часть деревни Нижние Халчи. По данным 3-й ревизии 1762 года в отдельную деревню ещё не выделяется. В Н. Халчах в то время было 5 Пилюгиных-домовладельцев: Фёдор, Никита Иванович, Фёдор Григорьевич, Дмитрий Алексеевич и Захар Иванович.
В 1861—1924 годах Пилюгинка входила в состав Дмитриевской волости Фатежского уезда. В 1900 году в деревне проживало 549 человек (273 мужского пола и 276 женского). По состоянию на 1916 год в Пилюгинке действовало Масловское кредитное товарищество.
Во время Гражданской войны, 14 ноября 1919 года, части 1-й бригады Латышской дивизии в составе Красной Армии проводили наступательную операцию против частей Добровольческой армии А. И. Деникина, достигнув линии Роговинка—Подымовка—Пилюгинка. С установлением советской власти вошла в состав Нижнехалчанского сельсовета.
Во время Великой Отечественной войны, с октября 1941 года по февраль 1943 года, находилась в зоне немецко-фашистской оккупации. 22 октября 1965 года была присоединена к деревне Нижние Халчи.

## Население
| 549 |